# Houston, British Columbia
Houston är en ort i Kanada.   Den ligger i provinsen British Columbia, i den centrala delen av landet, 3 700 km väster om huvudstaden Ottawa. Houston ligger 590 meter över havet och antalet invånare är 2 884.
Terrängen runt Houston är huvudsakligen kuperad. Houston ligger nere i en dal. Runt Houston är det glesbefolkat, med 10 invånare per kvadratkilometer.. Det finns inga andra samhällen i närheten. 
I omgivningarna runt Houston växer i huvudsak barrskog.